# روبرت إل. شورت
روبرت إل. شورت (بالإنجليزية: Robert L. Short)‏ هو كاهن أمريكي، ولد في 1932، وتوفي في 6 يوليو 2009.